# Sân bay quốc tế King Fahd

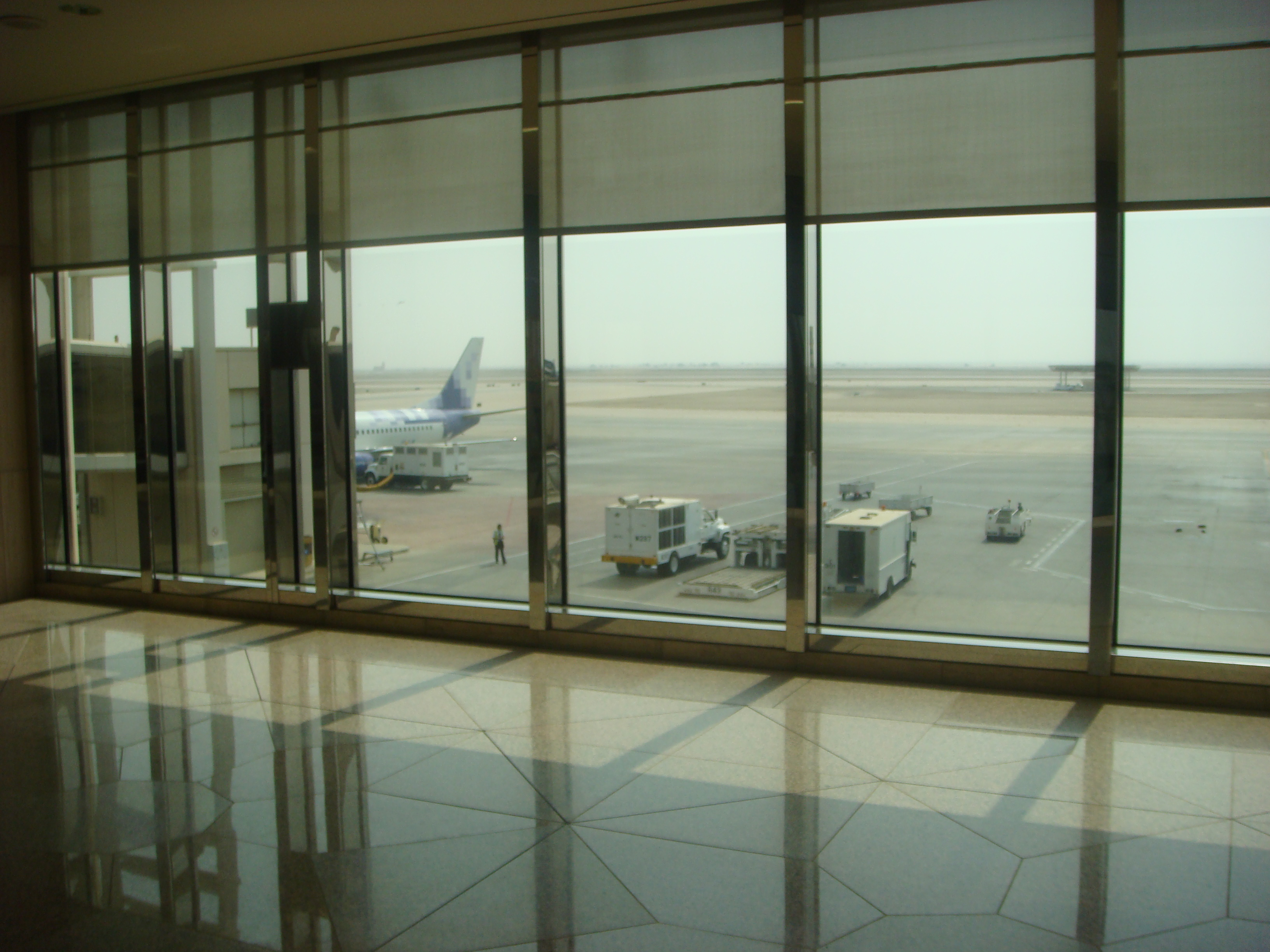
B737 của Sama Airlines tại sân bay quốc tế King Fahd, Dammam bound for Prince Mohammad Bin Abdulaziz Airport, Medina. Nhìn từ sảnh của ga đi.

Sân bay quốc tế King Fahd (tiếng Ả Rập: مطار الملك فهد الدولي) (IATA: DMM, ICAO: OEDF) nằm cách thành phố Dammam (Ả Rập Xê Út) 20 km (khoảng 12 dặm) về phía tây bắc. Đây là sân bay lớn nhất thế giới về diện tích (780 km²), theo sau là sân bay quốc tế Montréal-Mirabel, và sân bay quốc tế Denver. Cơ sở hạ tầng của sân bay được hoàn thành vào cuối năm 1990 và cho phép các lực lượng đồng minh sử dụng trong thời gian đầu của chiến tranh vùng Vịnh đầu năm 1991.
Cơ quan quản lý hàng không dân dụng Arabia đã mở sân bay quốc tế King Fahd Dammam với mục đích thương mại vào 28 tháng 11 năm 1999 và tất cả các hãng hàng không từ sân bay Dhahran đều chuyển qua sân bay mới này. Sân bay này phục vụ cho toàn vùng phía đông của Ả Rập Xê Út và vùng đô thị đang phát triển gồm Dammam, Dhahran, Al Khobar, Qatif, Ras Tanura. Sân bay này là điểm trung chuyển chính thứ ba của Saudi Arabian Airlines và cũng như đối với hãng hàng không mới là Sama Airlines.

## Vị trí
Sân bay thuộc tỉnh Đông nằm giữa Qatif và Dammam, cách Dammam 22 km. Sân bay được nối với khu vực đô thị bởi hai đường chính, khu vực phía bắc sân bay nối với đường cao tốc 2 làn xe tới Qatif. Khu vực phía nam nối vào đường cao tốc 3 làn xe từ đường King Fahd và đây được xem là tuyến đường chính nối sân bay với Dammam. Đường cao tốc Abu Hadriyah (tiếng Ả Rập: ابوحدريّة) là ranh giới của sân bay ở phía đông còn đường cao tốc Dammam-Riyadh là ranh giới phía nam.

## Bãi đậu xe
Bãi đậu xe là tòa nhà 3 tầng, có tổng diện tích là 176,752 m² (1,902,543 ft²) với sức chứa 4.930 xe. Xe vào bãi từ đường dẫn trực tiếp vào tầng 2. Lối đi đến ga hành khách trực tiếp từ bãi đậu xe ở tầng 1 nối trực tiếp với các tuyến đường chính. Phí đậu xe 1 giờ là 1 Saudi Riyal. Ngoài ra còn có hai bãi đậu xe ngoài trời.

## Khu vực hành khách

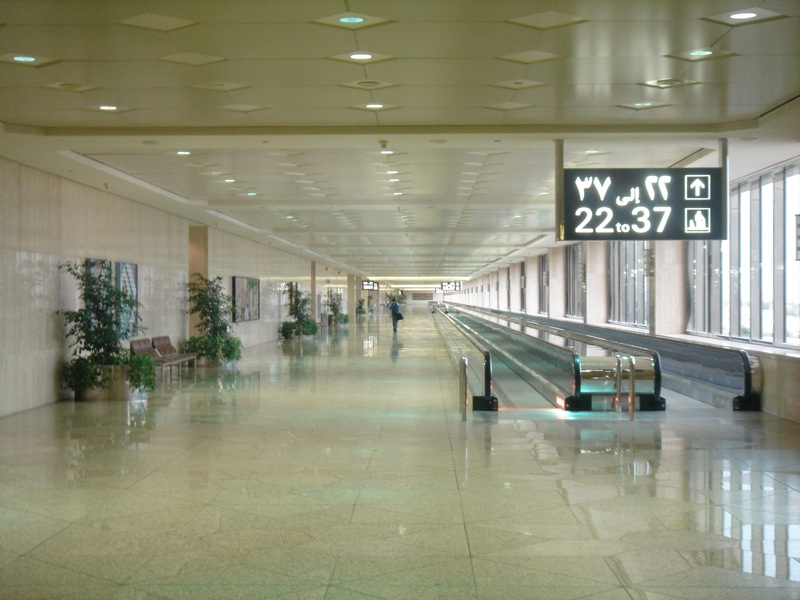
Bên trong nhà ga hành khách

### Tổ hợp nhà ga hành khách
Nhà ga có 6 tầng với 3 tầng dành cho việc làm thủ tục. tầng thứ 3 làm thủ tục cho các hành khách đến còn tầng 6 cho khách đi, và tầng 4 là lối lên máy bay. Có 2 tầng lửng là tầng dịch vụ và tầng trên cùng.
Tổng diện tích nhà ga hành khách là 327.000 m² (3.519.798 ft²), trong đó khoảng 247.500 m² (2.664.067 ft²) được xây trong giai đoạn 1, gồm 11 trong tổng số 31 cầu cố định lên máy bay theo thiết kế, phục vụ cho 15 cổng (gate). Nhà ga gồm 66 quầy (customer counter) phục vụ thuộc các hãng Saudi Arabian Airlines (hiện tại đang dùng chung với Sama Airlines và NAS Air), 44 quầy cho các hãng hàng không nước ngoài và các quầy còn lại dành cho hải quan.

### Nhà ga Hoàng gia
Nhà ga Hoàng gia (Royal Terminal) chỉ phục vụ cho Vua, khách của Vua từ các tỉnh trưởng (Heads of States) đến các quan chức cao cấp của chính phủ. Nhà ga này được xây dựng trên diện tích 16.400 m² (176.528 ft²) và có 4 cổng lên máy bay.
Royal Terminal được trang hoàng sang trọng và được trang trí bằng các tác phẩm nghệ thuật đẹp nhất của các nhà họa sĩ nổi tiếng của Saudi và Arab. Khung cảnh xung quan còn được trang trí bằng hoa và cây cảnh. Tuy nhiên nhà ga này hơi bất tiện là hoàng gia thường sử dụng sân bay cũ là Dhahran Airport hơn (hiện tại mang tên King Abdulaziz Airbase).

### Các cửa hàng và dịch vụ khác
Sân bay quốc tế King Fahd là một trong những sân bay của quốc tế của Ả Rập Xê Út có bán hàng miễn thuế. Ngoài khu vực dành riêng cho các gian hàng miễn thuế, sân bay còn khu có mua sắm tác biệt bán các quà lưu niệm. Khu vực này bao gồm các nhà hàng, cafeteria và ngân hàng, và nằm ở tầng khách đến.

### Nhà thờ Hồi giáo
Nhà thờ tại sân bay được xây dựng trên nóc của bãi đậu xe và nằm ở giữa khu vực cảnh quan rộng 46.200 m². Nó mang kiến trúc kết hợp giữa phong cách hiện đại với phong cách Hồi giáo cổ điển (vòm, trụ, và trang trí và chạm trổ trên các cánh cửa theo phong cách Hồi giáo, mihrab và mimbar). Nhà thời có sức chứa 2.000 chỗ.
Có thể đến nhà thờ một cách dễ dàng từ ga hành khác qua hai câu cầu kín có máy điều hòa được trang bị băng cuốn.

## Đường băng
Sân bay có hai đường băng song song dài 4.000 mét cách nhau 2.146 mét và các đường taxiway song song với đường băng. Ở giữa là các tòa nhà chức năng và điều hành hoạt động cất và hạ cánh. Một không gian bên cạnh cũng được dùng để xây dựng đường băng thứ 3.
Một con đường phục vụ cho các dịch vụ mặt đất chạy dọc theo phí tây của nhà ga trung tâm. Nó được thiết kế cho phép GSE tiếp cận đến máy bay dễ dàng và cũng có chức năng vận chuyển hành lý từ máy bay đến khu vực trả hành lý.

## Các dịch vụ
Có 10 khu vực phục vụ cho việc vận hành sân bay.

### Hàng hóa
Tòa nhà ga hàng hóa 2 tầng được xây dựng trên diện tích 39.500 m² (425,174 ft²)vá có sức chứa 103.617 tấn hàng hóa ra và vào.
Thiết kế của nhà ga cho phép chuyển đổi hệ thống vận hành sang hệ thống hoàn toàn tự động được trang bị nhiều giá nâng đa cấp và hệ thống container chồng lên nhiều nấc. Khi tòa nhà hàng hóa trở nên hoàn toàn tự động, sức chứa của nó sẽ được nâng lên 194.007 tấn.

### Tháp điều khiển không lưu
Tháp điều khiển không lưu cao 85,5 mét (281 feet), tương đương tòa nhà 30 tầng. Độ cao này có thể nhìn toàn cản các khu vực của sân bay. Tổng diện tích sàn của tòa nhà là 7.960 m² (85,681 ft²), và gồm 3 tầng lửng:
- Trên cùng là tầng điều khiển không lưu;
- Tầng lửng 1, chứa các thiết bị cho điều khiển và truyền thông;
- Tầng lửng 2, nhà bếp và nhà vệ sinh.

### Saudi Aramco
Saudi Aramco có nhiệm vụ cung cấp nhiên liệu và bảo trì hệ thống cung cấp nhiên liệu bao gồm sáu bồn chứa lớn với dung tích 40.000 thùng mỗi bồn, các thiết bị bơm, lọc, và hệ thống van phân phối. Saudi Aramco vận hành các chuyến bay thường xuyên đến các khu vực như Dammam, Haradh, Shaybah, Al Ahsa, Riyadh, Jeddah và Yanbu bằng Boeing 737 và Dash-8.
Nhà ga General Aviation ở phía đông của sân bay Dammam hiện đang được Saudi Aramco sử dụng, theo thống kê năm 2008, nhà ga này có 281.000 lượt hàng khách.

### Nhà ăn
Nhà ăn là tòa nhà chỉ có một tầng có diện tích 17.287 m² (186,075 ft²), và có thể phục vụ 8.00 suất ăn trên máy bay, 1.000 suất cho phi hành đoàn mỗi ngày, và nhà bếp Hoàng gia có thể phục vụ 300 suất.

### Vườn ươm và cảnh quang
Sân bay quốc tế King Fahd có khu vườn ươm với diện tích 215.579 m² gồm 3 khu nhà ươm và một vườn cây xanh 36.400 m². Vườn ươm cung cấp các loại cây trang trí cho không gian xanh trong sân bay.

## Thống kê
Sân bay quốc tế King Fahd có hơn 2,5 triệu lượt hành khách mỗi năm. 
| Năm  | Tổng hành khách | Tổng hàng hóa (tấn) | Chuyến bay thương mại | Tăng trưởng |
| ---- | --------------- | ------------------- | --------------------- | ----------- |
| 1998 | 2.744.000       | 60.075              | 24.158                |             |
| 1999 | 2.708.000       | 56.968              | 24.216                | 0,24%       |
| 2000 | 2.533.000       | 56.494              | 23.886                | -1,38%      |
| 2001 | 2.542.000       | 55.088              | 23.312                | -2,46%      |
| 2002 | 2.578.000       | 53.029              | 23.281                | -0,13%      |
| 2003 | 2.613.000       | 48.634              | 23.308                | 0,12%       |
| 2004 | 2.782.000       | 48.065              | 23.778                | 2,02%       |
| 2005 | 3.013.000       | 49.633              | 24.457                | 2,86%       |
| 2006 | 3.341.000       | 59.610              | 29.162                | 19,24%      |
| 2007 | 3.841.000       | 66.621              | 39.265                | 34,64%      |
| 2008 | 3.885.000       | 95.862              | 40.776                | 3,85%       |

## Các hãng hàng không và các điểm đến
| Hãng hàng không                 | Các điểm đến |
| ------------------------------- | --- |
| Air Arabia                      | Sharjah |
| Air India                       | Chennai, Delhi, Hyderabad, Kochi, Kozhikode, Mumbai, Trivandrum |
| BMI                             | London-Heathrow |
| Biman Bangladesh Airlines       | Dhaka |
| EgyptAir                        | Alexandria, Cairo |
| Emirates                        | Dubai |
| Etihad Airways                  | Abu Dhabi |
| Garuda Indonesia                | Jakarta |
| Gulf Air                        | Bahrain, Kathmandu |
| KLM                             | Amsterdam, Doha |
| Kuwait Airways                  | Kuwait |
| Lufthansa                       | Frankfurt |
| Middle East Airlines            | Beirut |
| Nas Air (Ả Rập Xê Út)           | Jeddah, Riyadh |
| Pakistan International Airlines | Islamabad, Karachi, Lahore |
| PrivatAir                       | Frankfurt |
| Qatar Airways                   | Doha |
| Royal Jordanian                 | Amman |
| Sama Airlines                   | Alexandria, Bishah, Gurayat, Hail, Jeddah, Rafha, Riyadh, Tabuk |
| Saudi Arabian Airlines          | Abha, Al-Baha, Amman, Beirut, Cairo, Chennai, Cochin, Damascus, Delhi, Dhaka, Dubai, Gassim, Islamabad, Jakarta, Jeddah, Jizan, Karachi, Khartoum, Kuala Lumpur, Madinah, Manila, Mashhad, Mumbai, Nejran, Riyadh, Tabuk, Taif |
| SriLankan Airlines              | Colombo |
| Syrian Arab Airlines            | Aleppo, Damascus |

### Các hãng hàng không hàng hóa
| Hãng hàng không        | Các điểm đến                 |
| ---------------------- | ---------------------------- |
| Air France Cargo       | Dubai, Paris                 |
| Air India Cargo        | Frankfurt, Mumbai            |
| British Airways        | Dubai, London-Stansted       |
| Cargolux               | Hong Kong, Luxembourg        |
| Saudi Arabian Airlines | Bangkok, Brussels, Hong Kong |